# 로만스호른
로만스호른(독일어: Romanshorn)은 스위스 투르가우주의 아르본구에 있는 자치체이다.

## 역사
로만스호른은 아마도 7세기에 정착했으며, 발트라타에서 성 갈 수도원으로의 토지 부여를 받아 779년에 Rumanishorn으로 처음 언급되었다. 중세 후기와 1367년까지 로만스호른의 영지는 란트스베르크 가문이 부분적으로 소유했다. 1455년 대수도원장 카스파르 란스베르크는 로만스호른 부동산을 장크트갈렌 시에 매각했지만, 그의 종교적인 상관은 법원에서 매각을 취소하도록 강요했다. 1798년까지 성 갈 수도원은 투르가우 카운티가 소유한 나머지 주권과 함께 과세, 항소 법원과 신종의례 권리(대부분 해겐슈빌의 태슬리슈젠에 있음)를 소유했다.
779년에 로만스호른(로만스호른)에 교회가 언급되었다. 1275년에 교회 기록에 따르면 총독은 16파운드를 받았다. 1480년에 성 갈렌은 로만스호른에 교회를 설립했다. 교회는 1504년에 확장되었다. 그런 다음 1525년에 개신교 종교개혁이 로만스호른에 들어가고 많은 인구가 개종했다. 연방적으로. 1588년에는 잘름자흐의 개혁파 사제가 로만스호른을 돌보도록 임명되었다. 교회는 로만스호른-잘름자흐 교구가 설립될 때까지 필리얼(효도) 교회로 남아 있었다. 1567년이 되어서야 수도원장은 로만스호른의 로마 가톨릭 사제를 임명했다. 이듬해 수도원을 건립하고, 봉헌했다. 가톨릭 신자의 수는 천천히 증가했다(1588년에는 2가구가 있었고 1711년에는 36가구가 있었다). 교회는 1829년에 개조되었다. 그것은 개신교 교회가 완성된 1911년까지 공유 교회로 남아 있었다. 2년 뒤에는 가톨릭 교회도 완공됐다.
지역 경제는 곡물, 원예 및 과일 재배와 일부 임업 및 어업에 의해 주도되었다. 1902년까지 일부 와인도 생산되었다. 1824년부터 유트빌에서 운영되었던 증기선은 1832년 로만스호른으로 이동했다. 그러나 투르가우주가 항구를 건설하고 스바비아로 가는 우편 경로가 로만스호른을 통과 한 1844년까지는 마을이 성장하기 시작하지 않았다. 1855년 취리히-로만호른 철도가 개통되었고 1856년에는 호수 건너편에 전신 케이블이 설치되었다. 린다우에서 로만스호른까지의 철도(철도 페리)는 1869년에 개통되었으며, 1945년에 확장되었고, 1976년에는 자동차 페리로 대체되었다. 1869년과 1871년 사이에 북동부 철도 노선 로르샤흐 – 로만스호른 – 콘스탄스를 개통했다. 그런 다음 1910년에 장크트갈렌으로 가는 철도가 추가되었다.
1850년 이후 로만스호른의 전략적 위치는 상업 및 산업 비즈니스를 끌어들였다. 1836년에 설립된 파처(Fatzer) 회사는 처음에는 코드와 로프를 생산했다. 1895년에는 케이블 생산으로 옮겼다. 1985년까지 이 회사는 2,000톤의 강선을 생산했고 직원은 85명이었다. 1864년에 문을 열고 유명한 첼러 밤을 판매한 막스 첼러(Max Zeller)의 약국에서 Max Zeller & Sons라는 회사가 성장했다. 2008년에 이 제약 회사는 100명 미만의 직원을 고용했다. 1892년에 문을 연 스위스 알코올 위원회는 1980년까지 3천만 리터의 알코올을 수용할 수 있었다. 1904년 Voigt 제약 회사는 로만스호른에 설립되어 세계적인 제약 운송 회사로 성장했으며, 2008년에는 약 250명의 직원을 고용했다. 잘 알려진 다른 회사로는 바이로(플라스틱), 엔지니어링 하이드렐(수압, 공압 포함), 아스코 코렌세우레 AG 등이 있다.
1912년 8월 30일 지역 주민인 헤르만 슈바르츠가 총격을 가해 7명이 사망하고 여러 명이 부상당했다. 총격 후 그는 여러 정신과 의사의 진찰을 받았으며 정신 질환을 앓고 있는 것으로 밝혀져 정신 이상으로 무죄를 선고받았다. 그는 평생동안 시설에 입원하라는 명령을 받았다.

## 지리
로만스호른의 면적은 2009년 기준으로 8.75k㎡이다. 이 면적 중 3.61km 2 (41.3%)가 농업 목적으로 사용되는 반면 2.11k㎡ (24.1%)는 산림이다. 나머지 토지 중 2.92k㎡ (33.4%)가 정착(건물 또는 도로), 0.04k㎡ (0.5%)가 강 또는 호수이고 0.02k㎡ (0.2%)는 불모지이다.
건축면적 중 공업용 건물이 전체 면적의 17.1%, 주택과 건물이 4.7%, 교통 기반시설이 1.0%를 차지했다. 전력 및 수자원 기반시설 및 기타 특별 개발 지역은 면적의 3.2%를 구성하고 공원, 녹지대 및 스포츠 필드는 7.3%를 구성한다. 숲이 우거진 토지 중 전체 토지의 21.8%는 숲이 우거져 있고 2.3%는 과수원이나 작은 나무 군락으로 덮여 있다. 농경지 중 32.6%는 작물 재배에 사용되며 8.7%는 과수원이나 포도나무 작물에 사용된다.
시정촌은 콘스탄스 호수의 아르본구에 있다. 그것은 로만스호른 마을과 홀첸슈타인, 호터딩겐, 테크홀데른, 리데른 및 스피츠의 작은 마을로 구성되어 있다. 주변 마을의 대부분은 로만스호른과 함께 성장했다.

## 인구통계
로만스호른의 인구(2020년 12월 기준)는 11,327명이다. 2008년 기준으로 인구의 27.3%가 외국인이다. 지난 10년(1997-2007) 동안 인구는 0.8%의 비율로 변화했다. 2000년 기준, 인구 대부분은 독일어 (83.7%)를 사용하며, 알바니아어가 두 번째로 많이 사용(3.3%)되고, 이탈리아어가 세 번째(2.9%)로 사용된다.
2008년 기준으로 인구의 성별 분포는 남성 48.6%, 여성 51.4%이다. 인구는 3,231명의 스위스 남성(인구의 34.0%)과 1,383(14.6%)의 비스위스계 남성으로 구성되었다. 스위스 여성은 3,669명(38.7%), 비스위스계 여성은 1,207명(12.7%)이었다.
2008년에는 스위스 시민이 48명, 비스위스계 시민이 27명이었고, 같은 기간에 스위스 시민이 89명, 비스위스계 시민이 6명이었다. 이민과 이주를 무시하면, 스위스 시민의 인구는 41명 감소했고, 외국 인구는 21명 증가했다. 스위스에서 다른 국가로 이주한 스위스 남성은 14명, 스위스에서 다른 국가로 이주한 스위스 여성은 6명, 스위스인이 아닌 남성은 65명이었다. 스위스에서 다른 나라로 이주한 스위스인이 아닌 여성 60명과 스위스에서 다른 나라로 이주한 여성 60명. 2008년 전체 스위스 인구 변화(모든 출처에서)는 56명이 증가했고 비스위스계 인구 변화는 114명이 증가했다. 이는 1.8%의 인구 증가율을 나타낸다.
2009년 기준, 로만스호른의 연령 분포는 다음과 같다. 837명(인구의 8.7%)이 0~9세이고 1,158명(12.1%)이 10~19세이다. 성인 인구 중 1,272명(인구의 13.2%)이 20~29세이다. 1,109명 또는 11.5%는 30세에서 39세 사이, 1,486명 또는 15.5%는 40세에서 49세 사이, 1,339명 또는 13.9%는 50세에서 59세 사이이다. 시니어 인구 분포는 1,035명 또는 인구의 10.86%가 사이 69세는 70~79세가 768명(8.0%), 80~89세가 499명(5.2%), 90세 이상이 103명(1.1%)이다.
2000년 기준으로 시정촌의 개인가구는 3,858세대로 가구당 평균 2.3명이다. 2000년에는 총 1,454호의 주거용 건물 중 942호(전체의 64.8%)가 단독주택이었다. 2세대(11.0%)가 160채, 3세대(9.4%)가 137채, 다가구(14.8%)가 215채였다. 자녀가 없는 부부는 2,232명(24.6%), 자녀가 있는 부부는 4,585명(50.5%)이었다. 한부모 가정에 거주하는 사람은 473명(또는 5.2%)이었고, 부모 중 한 명 또는 양부모와 함께 거주하는 성인 자녀가 44명, 친척으로 구성된 가구에 거주하는 사람이 46명, 한 가구에 거주하는 사람이 55명이었다. 혈연이 아닌 사람들로 구성되어 있으며 277명의 사람들이 시설에 수용되었거나 다른 유형의 공동 주택에 거주하고 있다.
2008년 시정촌 공실률은 2.63%였다. 2007년 기준 신규주택 건설률은 인구 1000명당 12.3세대이다. 2000년에는 4,442채의 아파트가 시정촌에 있었다. 가장 흔한 아파트 크기는 방 4개짜리 아파트로 1,448호였다. 1인실 아파트 171채와 6실 이상 아파트 495채가 있었다.
2007년 연방 선거에서 가장 인기 있는 정당은 35.31%의 득표율을 기록한 SVP였다. 다음으로 가장 인기 있는 3개 정당은 SP (16.03%), CVP (14.78%) 및 FDP (13.58%)였다. 이번 연방 총선에서는 총 2,450표가 투표율 42.9%를 기록했다.
역사적 인구는 다음 표에 나와 있다.
| 년도 | 인구  |
| ---- | ----- |
| 1831 | 1,218 |
| 1850 | 1,408 |
| 1900 | 4,577 |
| 1950 | 6,648 |
| 1980 | 7,893 |
| 2000 | 9,076 |

### 종교
2000년 인구 조사에서 3,220 또는 35.5%가 로마 가톨릭 신자이고 3,297 또는 36.3%가 스위스 개혁 교회에 속한다. 나머지 인구 중 스위스 천주교 신자는 6명(인구의 약 0.07%), 정교회 신자는 171명(인구의 약 1.88%)이다., 그리고 다른 기독교 교회에 속한 292명의 개인(또는 인구의 약 3.22%)이 있다. 이슬람교도는 1,002명(인구의 약 11.04%)이다. 다른 교회에 속해 있는 87명의 개인(또는 인구의 약 0.96%)이 있으며(인구 조사에 나열되지 않음), 679명(또는 인구의 약 7.48%)이 어떤 교회에도 속하지 않고 불가지론자이다.또는 무신론자이며 322명의 개인(또는 인구의 약 3.55%)이 질문에 대답하지 않았다.

## 경제
2007년 현재 로만스호른의 실업률은 3.13%이다. 2005년 기준으로 1차 경제 부문에 81명이 고용되어 있고, 이 부문에 약 29개 기업이 참여하고 있다. 2,137명이 2차 부문에 고용되어 있고, 이 부문에 90개의 기업이 있다. 3,085명이 3차 부문에 고용되어 있으며, 이 부문에는 345개의 기업이 있다.
2000년에는 5,805명의 근로자가 시정촌에 살았다. 이 중 2,038명 또는 약 35.1%의 거주자가 로만스호른 외곽에서 일했고 2,820명이 일을 위해 지방 자치 단체로 통근했다. 지방 자치 단체에는 총 6,587개의 일자리(주당 최소 6시간)가 있었다. 근로인구의 12%는 대중교통을 이용하여 출근하고 40.4%는 자가용을 이용하였다.
로만스호른의 회사
- 에프텍 AG
- 파처 AG
- 지오브루그 AG
- Eugster/Frismag AG

## 교육
로만스호른에서는 인구의 약 61.9%(25-64세 사이)가 비필수 고등교육 또는 추가 고등교육(대학 또는 응용학문대학)을 완료했다.
로만스호른은 로만스호른 초등학교 학군이 있는 곳이다. 그것은 또한 로만스호른-잘름자흐 중등학교 학군이 있는 곳이기도 하다. 2008/2009 학년도에는 초등학교 학군에 731명의 학생이 있다. 유치원에는 185명의 아이들이 있다. 그리고 평균 학급 규모는 18.5명의 유치원생이다. 유치원에 다니는 아동 중 80명(43.2%)가 여자이고, 84명(45.4%)가 스위스 시민이 아니며, 86명(46.5%)가 독일어를 모국어로 사용하지 않는다. 하위 및 상위 기본 수준은 약 5-6세에 시작하여 6년 동안 지속된다. 272명의 하위 초등학교 아동과 274명의 상위 초등학교 아동이 있다. 초등학교의 평균 학급 규모는 19.52명이다. 하위 초등단계에는 118명의 어린이 또는 전체 인구의 43.4%가 여성이고 116 또는 42.6%가 스위스 시민이 아니며 117명(43.0%)가 독일어를 모국어로 사용하지 않는다. 상위 초등단계에는 여성이 146명(53.3%), 스위스 시민이 아닌 98명(35.8%), 독일어를 모국어로 사용하지 않는 102명(37.2%)가 있다.
중등 교육구에는 366명의 학생이 있다. 중등 수준에서 학생들은 성과에 따라 나뉜다. 중등 단계는 약 12세에 시작하여 보통 3년 동안 지속된다. 고급 학교에 다니는 181명의 십대가 있으며, 그중 108 또는 59.7%가 여성, 29 또는 16.0%가 스위스 시민이 아니며, 33 또는 18.2%가 독일어를 모국어로 사용하지 않는다. 표준 학교에 다니는 163명의 십대가 있으며, 그중 74명(45.4%)가 여성, 70명(42.9%)가 스위스 시민이 아니며, 76명(46.6%)가 독일어를 모국어로 사용하지 않는다. 마지막으로 22명의 청소년이 특수 또는 교정 학급에 있으며 그중 11명(50.0%)가 여성이고, 12명(54.5%)가 스위스 시민이 아니며, 16명(72.7%)가 독일어를 모국어로 사용하지 않는다. 중등 수준의 모든 학급의 평균 학급 규모는 19.11명이다.

## 국가중요문화재

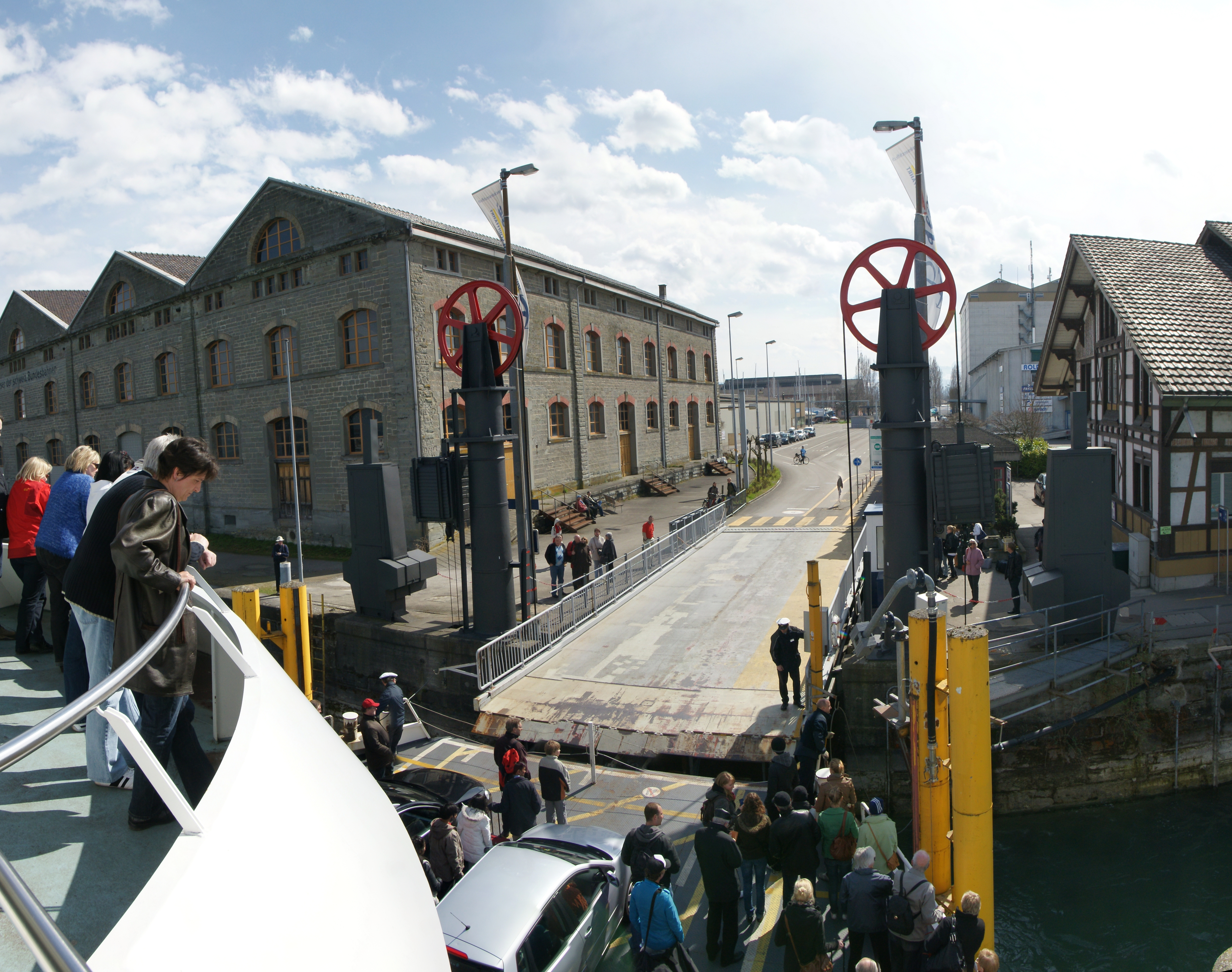
로만스호른 항구

오래된 파리테티쉐 교회, 항구, 성 요하네스 재세례파 가톨릭 교회는 국가적으로 중요한 스위스 문화유산으로 등재되어 있다. 로만스호른 마을 전체가 스위스 유산 목록에 등재되어 있다.

## 교통

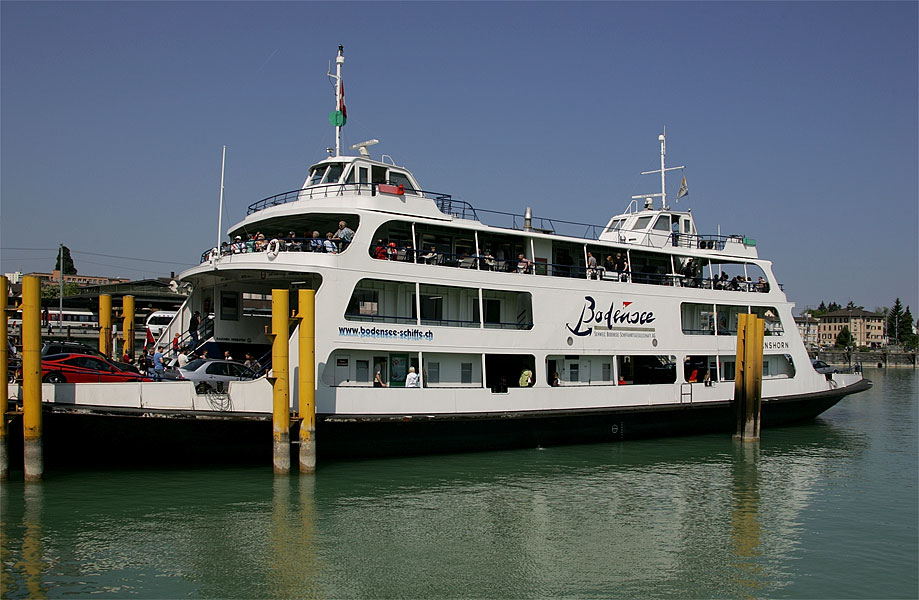
항구

1855년에 개업한 로만스호른역은 빈터투어-로만스호른 철도, 샤프하우젠-로르샤흐 철도 및 로만스호른-네슬라우 노이 장크트 요한 철도 사이의 교차점을 형성한다.
자동차 페리는 독일 바덴-뷔르템베르크 호수의 프리드리히샤펜과 로만스호른을 연결한다.

## 목목
2004년에는 스위스 아티스트 그룹 Com&Com의 Moc moc 동상이 세워졌다.